# عبدالعلی باقری‌نژاد
عبدالعلی باقری‌نژاد (۲۰ تیر ۱۳۴۶ در کرمانشاه - ) نوازنده و سازندۀ سازهای موسیقی ایرانی و کردی است. او به دلیل تلاشی که در راستای احیای ساز چنگ انجام داده، به «احیاگر چنگ ایرانی» معروف شده‌است. باقری‌نژاد علاوه بر نوازندگی و ساخت ساز، آثاری را نیز در زمینۀ ادبیات کودک خلق کرده‌است.

## زندگی
عبدالعی باقری‌نژاد در ۲۰ تیر ۱۳۴۶ در کرمانشاه به دنیا آمد. از دوران کودکی آموزش موسیقی را آغاز کرد و با سازهای تنبور و دف که برادر بزرگترش به نام رضاعلی باقی‌نژاد برای او خرید شروع به آموزش و تمرین کرد. از دوران نوجوانی و از سال ۱۳۶۱ به ساخت ساز علاقه‌مند شده و با کمک پدر و برادرش که نوازندۀ‌ تنبور بودند، شروع به ساخت کاسۀ‌ تنبور با خمیر کاغذ و سپس با چوب می‌کند. اندکی بعد با توجه به آثار تاریخی کرمانشاه و تصاویر سازهایی که در طاق بستان حجاری شده، به ساز چنگ علاقه‌مند شده و به پژوهش دربارۀ این ساز می‌پردازد. باقری‌نژاد از سال ۱۳۷۰ به اهواز می‌رود و در آنجا به آموزش موسیقی و نیز ساختن ساز می‌پردازد و در کارگاه سازتراشی خود ساختن سازهای موسیقی کردی و ایرانی از قبیل تار، سه‌تار، تنبور، دف، سنتور، قانون، عود، کمانچه، قیچک و ... را آغاز می‌کند. در نهایت در سال ۱۳۷۵ مهارت او در ساخت ساز و نیز پژوهش‌های او نتیجه داده و نخستین بار گونه‌ای از ساز چنگ ساسانی (چنگ کرمانشاه) را بازسازی می‌کند.
عبدالعلی باقری‌نژاد پس از اجرای کنسرت‌هایی بین سال های ۷۰ تا ۷۷ در خوزستان، به شهر کرج مهاجرت کرد و فعالیت‌های خود را در این شهر ادامه داد.
باقر‌نژاد در سال ۱۳۸۰ چند کنسرت موسیقی کُردی با گروهی متشکل از ۱۸ نفر با سازهای تار، سه تار، کمانچه، سنتور، عود، دیوان و دف و دهل و گروه همخوان با لباس‌های کردی اجرا کرد.

## احیای چنگ
عبدالعلی باقری‌نژاد در سال ۱۳۷۵ با بهره‌گیری از مهارتش در ساخت ساز توانسته بود برای نخستین بار گونه‌ای از ساز چنگ ساسانی (چنگ کرمانشاه) را بازسازی کند. او از سال ۱۳۸۰ فعالیت خود را به آموزش و پژوهش محدود کرد، و در این دوران به پژوهش دربارۀ سازهای کهن و به ویژه ساز چنگ پرداخت و در نهایت موفق شد در سال ۱۳۸۶ این ساز را به صورت کامل‌تری بازسازی کرده و به نواختن آن بپردازد. باقری‌نژاد در سال ۱۳۸۷ نمونه‌ای از ساز چنگ کرمانشاه (چنگ ساسانی) را به موزۀ‌ ساز واقع در کرمان اهدا کرد.
باقری‌نژاد کار پژوهشی خود دربارۀ چنگ را با توجه به سنگ‌نگاره‌ها و کتب خطی ادامه داد و تلاش کرد تا شیوه‌های چنگ‌نوازی را در ایران قدیم احیا کند. او در آذر ماه سال ۱۳۸۷ با ساختن چند چنگ و آموزش نوازندگی آن به همسر و ۲ فرزند دخترش، نخستین کنسرت پژوهشی ساز چنگ را همراه با بررسی ۶۰۰۰ سال تاریخ این ساز در کرج به مدت دو روز اجرا کرد و در ماه اسفند همان سال نیز آن را با همکاری اداره میراث فرهنگی کرج تکرار نمود.

باقری‌نژاد در سال ۱۳۸۸ نیز چند کنسرت برای احیای ساز چنگ اجرا کرد. او پس از آن فعالیت خود را معطوف به تألیف کتاب آموزشی برای ساز چنگ و نیز کتابی دربارۀ تاریخ ۶ هزار سالۀ این ساز نموده‌است.

## سازتراشی
عبدالعلی باقری‌نژاد از سال ۱۳۶۱ فعالیت خود را در زمینۀ ساخت سازهای موسیقی کردی و ایرانی آغاز کرد. او چندین سال در اهواز به ساخت ساز مشغول بود و سپس کارگاه خود را به نام «کارگاه درویش‌خان» به کرج آورد. باقری‌نژاد به فنون ساخت سازهای مختلف موسیقی ایرانی آشنایی دارد و علاوه بر تار، سه تار، تنبور، دف، سنتور، قانون، عود، کمانچه، و قیچک فعالیت‌هایی در راستای ساخت ساز چنگ و رواج آن کرده‌است. او همچنین در زمینۀ ساخت تنبور مهارت بالایی دارد و تنها تنبورسازی است که در استان البرز به ساخت تنبور یک‌تکۀ کرمانشاهان می‌پردازد و به دلیل مهارت او در این تکنیک، «شیوۀ سنتی ساخت تنبور یک‌تکه» در ۲۰ شهرویر ۱۳۹۱ به شمارۀ ۴۹۳ به نام استان البرز در فهرست آثار ملی ایران میراث ناملموس به ثبت رسیده‌است.

## آثار
- ب‍اق‍ری‌ن‍ژاد، ع‍ب‍دال‍ع‍ل‍ی‌، آم‍وزش‌ دف‌، ت‍ه‍ران‌: زری‍ن‌ م‍ه‍ر، ۱۳۸۲.
- ب‍اق‍ری‌ن‍ژاد، ع‍ب‍دال‍ع‍ل‍ی‌، آم‍وزش‌ م‍ق‍دم‍ات‍ی‌ ت‍ن‍ب‍ور، ک‍رج‌: زری‍ن‌ م‍ه‍ر، ۱۳۸۲.
- ب‍اق‍ری‌ن‍ژاد، ع‍ب‍دال‍ع‍ل‍ی‌، آم‍وزش‌ م‍ق‍دم‍ات‍ی‌ س‍ه‌ت‍ار، ک‍رج‌: زری‍ن‌ م‍ه‍ر، ۱۳۸۲.
- ب‍اق‍ری‌ن‍ژاد، ع‍ب‍دال‍ع‍ل‍ی‌، ک‍ت‍اب‌ س‍ازش‍ن‍اس‍ی‌ ک‍ودک‌ (۲ ج‌)، ت‍ص‍وی‍رگ‍ر پ‍ری‍س‍ا ی‍وس‍ف‌، ت‍ه‍ران‌: ع‍ب‍دال‍ع‍ل‍ی‌ ب‍اق‍ری‌ن‍ژاد، ۱۳۸۳.

### داستان کودک
- ب‍اق‍ری‌ن‍ژاد، ع‍ب‍دال‍ع‍ل‍ی‌، م‍رغ‌ ق‍ش‍ن‍گ‌ ت‍خ‍م‌طلای‌ ب‍ه‍ون‍ه‌گ‍ی‍ر، ت‍ص‍وی‍رگ‍ر پ‍ری‍س‍ا ی‍وس‍ف‌، ت‍ه‍ران‌: ع‍ب‍دال‍ع‍ل‍ی‌ ب‍اق‍ری‌ن‍ژاد، ۱۳۸۳؛ ۱۰ ص‌.
- ب‍اق‍ری‌ن‍ژاد، ع‍ب‍دال‍ع‍ل‍ی‌، م‍ادرب‍زرگ‌ م‍ه‍رب‍ون‌، ت‍ص‍وی‍رگ‍ر پ‍ری‍س‍ا ی‍وس‍ف‌، ت‍ه‍ران‌: ع‍ب‍دال‍ع‍ل‍ی‌ ب‍اق‍ری‌ن‍ژاد، ۱۳۸۳؛ ۱۶ ص‌.
- ب‍اق‍ری‌ن‍ژاد، ع‍ب‍دال‍ع‍ل‍ی‌، ق‍ورق‍وری‌ ک‍ه‌ گ‍م‌ ش‍ده‌‌ب‍ود، ت‍ص‍وی‍رگ‍ر پ‍ری‍س‍ا ی‍وس‍ف‌، ت‍ه‍ران‌: ع‍ب‍دال‍ع‍ل‍ی‌ ب‍اق‍ری‌ن‍ژاد، ۱۳۸۳؛ ۱۲ ص‌.